# Чефанов, Илья Владимирович
Илья Владимирович Чефанов (род. 18 октября 2001, Ярославль) — российский хоккеист, нападающий.

## Биография
Воспитанник ярославского «Локомотива». В сезонах 2018/19 — 2021/22 играл в МХЛ за команду «Локо», в первые два сезона также выступал за «Локо-Юниор» в НМХЛ. В сезонах 2021/22 — 2022/23 играл в ВХЛ за «Молот» Пермь. Сезон 2023/24 провёл в «Металлурге» Новокузнецк. 29 мая 2024 года подписал двусторонний контракт с «Торпедо» Нижний Новгород. Начинал сезон в команде ВХЛ «Торпедо-Горький», в сентябре провёл два матча в КХЛ.